# Segona Germania

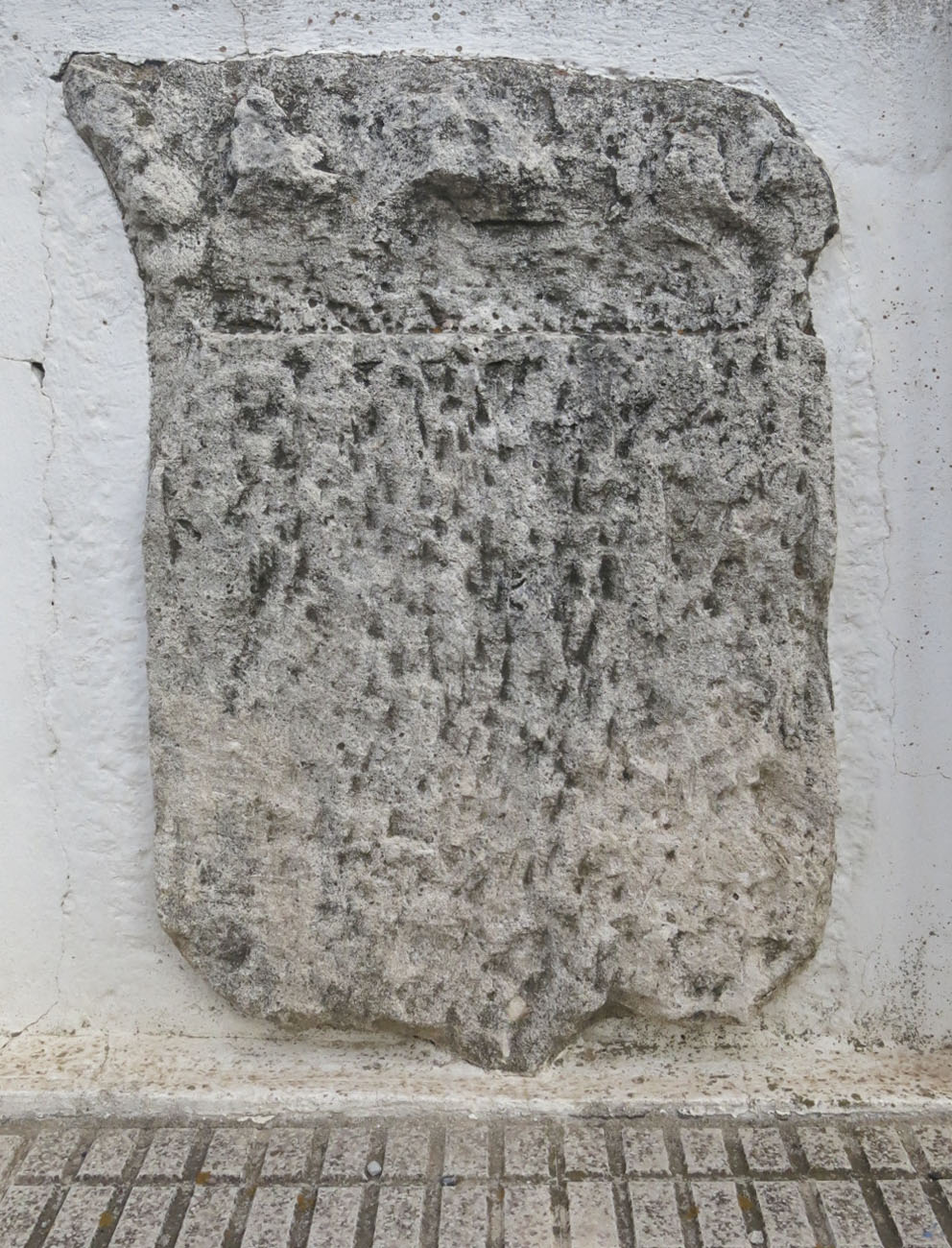
Escut de la família Almúnia (El Ràfol d'Almúnia), picat pels llauradors, en senyal de protesta contra els senyors, durant la Segona Germania.

La Segona Germania fou un alçament armat desenvolupat majoritàriament en les comarques centrals del Regne de València el 1693.
Per la seva complexa composició social i la naturalesa de les reivindicacions, és un moviment de difícil interpretació, encara, pels analistes moderns. Cal destacar que l'única cosa en comú entre la Segona Germania i la Revolta de les Germanies és el nom i que la base social i reivindicacions eren complexes i canviants.

## Antecedents
La progressiva recuperació econòmica en l'últim terç del segle xvii, després de l'expulsió dels moriscos, coincidí amb una època de certa agitació social en el camp. Les causes, més estructurals que conjunturals, estaven ubicades en les reivindicacions antifiscals i antisenyorials de la classe camperola benestant. La protesta venia de lluny i anava resolent-se de manera pacífica als tribunals. La classe camperola benestant pretenia eliminar la pressió senyorial com a intermediaris entre ells i la corona. És per això que, entre altres coses, es reivindicava la incorporació de les respectives poblacions al patrimoni reial.
La lenta acció judicial no era, però, compatible amb altres classes socials tensionades per la fam o l'exasperació fiscal, i de tant en tant anaren esclatant: revoltes de l'Horta de 1663, de la Valldigna el 1672, i del Camp de Morvedre el 1689. El punt màxim d'aquestes revoltes és el que es coneix com a Segona Germania, el 1693. Cal remarcar, però, que les revoltes sols tingueren lloc en aquells territoris que no pertanyien al territori reial, com per exemple el Ducat de Gandia.

## L'alçament popular
Després del primer intent militaritzat d'acabar amb la protesta, a Pedreguer, Carlos Homo-Dei Lasso de la Vega, el Virrei de València proposà crear una junta d'advocats a València on els representants dels demandants podien exposar els seus arguments. En aquesta junta els demandants al·legaren certs drets concedits per Jaume I i els seus successors, però no foren acceptats per falta de proves documentals. Aleshores, els demandants recorreren la sentència arbitral directament al Consell d'Aragó i demanaren la completa supressió de les càrregues senyorials. La demanda fou presentada per Francesc Garcia, un llaurador benestant del Ràfol d'Almúnia i un dels principals caps del moviment aleshores, junt amb Feliu Rubio i Bartomeu Pelegrí.
En arribar maig, l'època de la recol·lecció de la morera, els camperols es negaren a pagar les rendes i, fins i tot, a Carlet els vassalls de Felipe Lino de Castellví i Ximenez de Urrea, el Comte de Carlet es negaren a pagar els censos. Per segon cop, les tropes del virrei hagueren d'intervenir per sotmetre als insubmisos. Però amb l'entrada de l'estiu i l'arribada de les collites majors, les vages de rendes es reproduïren i generalitzaren.
A Vilallonga, dins del Ducat de Gandia, quatre llauradors foren detinguts per negar-se a partir la collita amb el seu senyor, i aquest fou l'últim detonant que feu esclatar la revolta armada. L'endemà, un avalot de tres mil hòmens prengué la ciutat de Gandia, i sense cap més violència, els quatre detinguts foren alliberats. L'alliberament, segurament inesperat, encoratjà als rebels a continuar les mobilitzacions i desplaçar-se cap a València, on demanarien justícia al virrei. Per a tal efecte, es va improvisar un exèrcit de huit batallons, dirigit pel barber i llaurador benestant de Muro d'Alcoi, Josep Navarro. El virrei, però, s'hi va avançar i havia ordenat al Governador de Xàtiva que reunira a Gandia un exèrcit de quatre-cents hòmens a cavall, quatre-cents més a peu i dues peces d'artilleria; al qual se li uniren a Albaida, per a on havien fugit els rebels, les milícies de Xàtiva, Algemesí i Carcaixent.

## La batalla de Setla de Nunyes
El combat entre les dues forces (1397 hòmens armats i amb artilleria, front a 1500 camperols pràcticament desarmats) tingué lloc el 15 de juliol a Setla de Nunyes, prop de Muro d'Alcoi. La batalla de Setla de Nunyes durà dues hores i finalitzà en no més de 15 hòmens morts, tots de la banda dels "agermanats".

## Conseqüències i repressions
En les setmanes següents a la batalla, xicotets esquadrons de cavalleria restabliren l'ordre per les diferents poblacions. Josep Navarro fou executat, com a líder que era, el 29 de febrer de 1694 i altres vint-i-cinc participants foren condemnats a galeres. Francesc Garcia, que era el principal líder no va ser capturat. Per les condemnes s'ha pogut veure que els grans caps de la revolució eren camperols benestants, mentre que la massa enfurida era gent de la classe social més pobra i miserable.
La Segona Germania, fou un pas més per a la centralització de l'estat en un marc monàrquic autoritari. Els nobles veien cada cop més clar que necessitaven l'ajut i protecció de les forces reials, que de mica en mica anava traient-los poder.
Les mateixes reivindicacions continuaren dirimint-se per la via judicial, fins que en 1705, i dins del marc de la Guerra de Successió Espanyola, tornà a esclatar una nova revolta violenta amb les mateixes exigències.